# (9177) 1990 YA
(9177) 1990 YA là một tiểu hành tinh vành đai chính. Nó được phát hiện bởi Eleanor F. Helin ở Đài thiên văn Palomar ở Quận San Diego, California, ngày 18 tháng 12 năm 1990.